# Captive
Captive é um filme de suspense e drama policial produzido nos Estados Unidos, dirigido por Jerry Jameson e lançado em 2015.

## Recepção
No consenso do agregador de críticas Rotten Tomatoes diz que o filme "prejudica as performances comprometidas de Kate Mara e David Oyelowo - e a história da vida real que eles estão dramatizando - com um roteiro fino que funciona como um anúncio para um livro de auto-ajuda". Na pontuação onde a equipe do site categoriza as opiniões da grande mídia e da mídia independente apenas como positivas ou negativas, o filme tem um índice de aprovação de 27% calculado com base em 52 comentários dos críticos. Por comparação, com as mesmas opiniões sendo calculadas usando uma média aritmética ponderada, a nota alcançada é 4,5/10.